# Basil Hațegan
Basil Hațegan (n. S.V. 10 septembrie/S.N. 22 septembrie 1853,  comuna Berghin, județul Alba - d. 16 noiembrie 1948, Alba Iulia) a fost un deputat în Marea Adunare Națională de la Alba Iulia, organismul legislativ reprezentativ al „tuturor românilor din Transilvania, Banat și Țara Ungurească”, cel care a adoptat hotărârea privind Unirea Transilvaniei cu România, la 1 decembrie 1918.

## Biografie
A făcut școala primară în satul natal, după care a studiat șase clase la Liceul Catolic Mailath din Alba Iulia. A fost angajat ca militar la Biserica Albă/Serbia.
Între 1883-1918 a fost notar în comuna Oarda de Jos. Din 1906 a început să se implice în politică, participând ca delegat la Adunarea de la Alba Iulia din 1 decembrie 1918. Între anii 1919-1925 (după alte surse, 1935)a fost prim-pretor al plășii Vințul de Jos, jud. Alba.
A încetat din viață, la 16 noiembrie 1948 la Alba Iulia.

## Activitatea politică

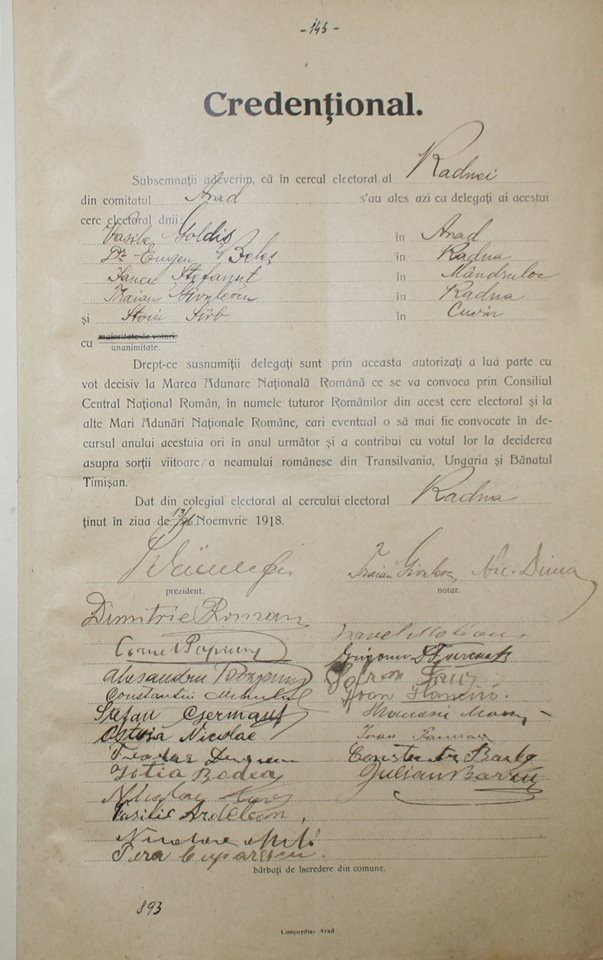
Credențional

Din aprilie 1906 a devenit membru al grupării care l-a susținut pe dr. Iuliu Maniu la alegerile parlamentare, ca deputat al cercului electoral Vințul de Jos. A votat Marea Unire la 1 decembrie 1918 ca delegat al circumscripției notariatelor Berghin, Ciugud, Daia Română, Hăpria și Oarda de Jos, jud. Alba (Vințul de Jos). După Marea Unire, din anul 1919, a preluat conducerea plasei Vințul de Jos în calitate de primpretor, pe care o exercită până în 1925/1935.